# Steinreihe von Bennefraye

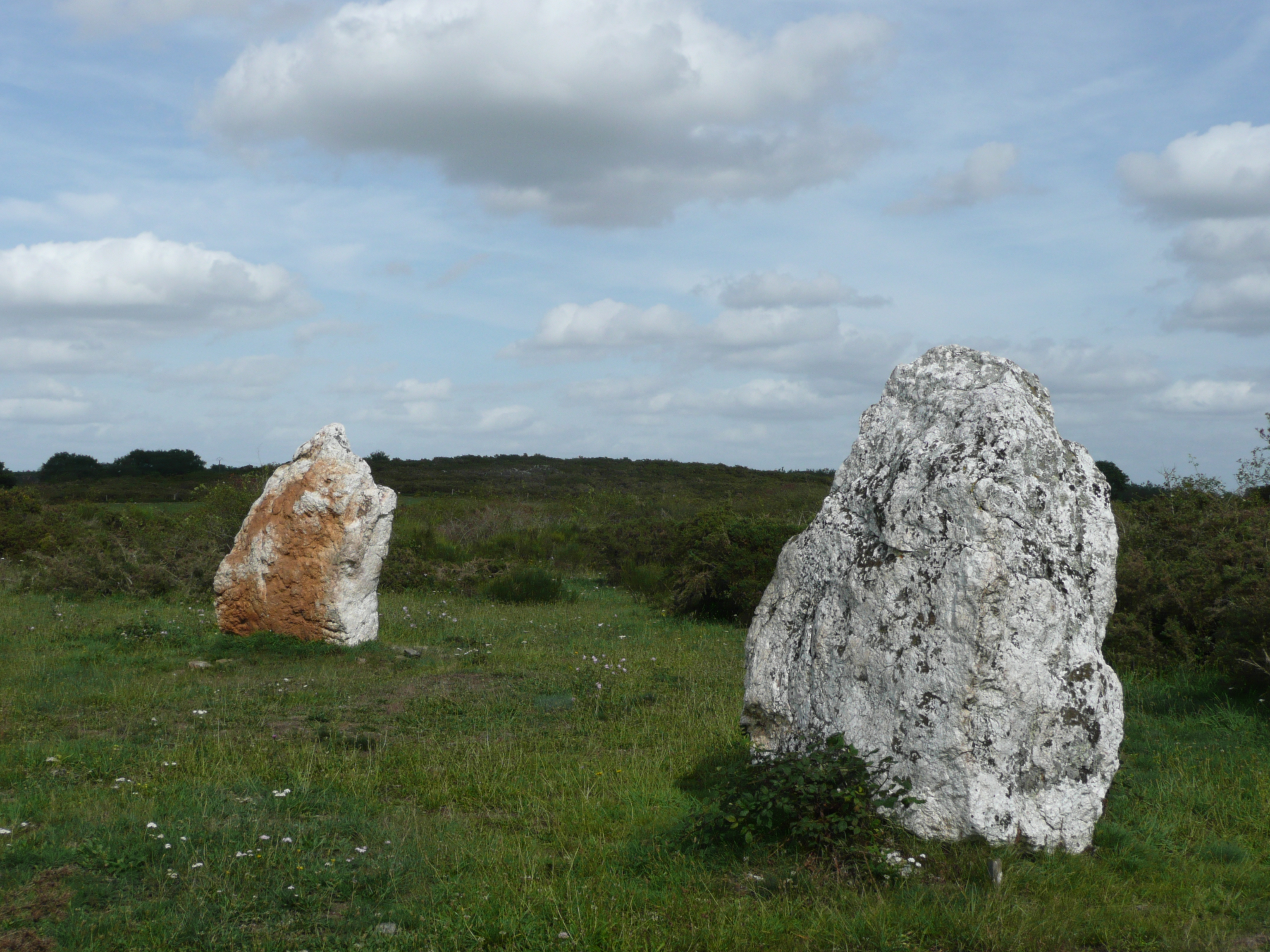
Steinreihe von Bennefraye, Steine E und F – in der Mitte

Die Steinreihe von Bennefraye (auch Bennefraie) ist ein Alignement zwischen Freigné und Candé in der Gemeinde Vallons-de-l’Erdre, im Osten des Département Loire-Atlantique in Frankreich.
Die Steinreihe hatte ursprünglich mehr Menhire, aber viele wurden verwendet, um die Basis des Kalvarienberges von Pin zu errichten. Die etwa 450 m lange Reihe aus sechs erhaltenen weißen Quarzmenhiren besteht nun aus:
- einer Gruppe von vier Menhiren (mit A bis D) im Abstand von etwa 9,0 m am südwestlichen Ende
- zwei Menhiren (E und F), etwa 6,0 m voneinander entfernt; in der Mitte
- nach einer Lücke von etwa 230 m, in der die entnommenen Menhire standen, auf der Kuppe eines Hügels ein vermutlich natürlicher, aufrechter Stein; am nordöstlichen Ende.

Nach der lokalen Überlieferung enthält der größte Menhir eine Uhr, die um Mitternacht 12-mal läutet, und die Steine würden wie Pflanzen wachsen.
Die Menhire stehen seit 1978 unter Denkmalschutz.